# NGC 1021
NGC 1021 (również PGC 10027) – galaktyka spiralna (Sbc), znajdująca się w gwiazdozbiorze Wieloryba. Odkrył ją Albert Marth 15 stycznia 1865 roku.